# Fragile (альбом Saron Gas)
Fragile — дебютный альбом южноафриканской пост-гранж группы Saron Gas, которая в скором времени поменяла название на нынешнее — Seether, из-за схожести с нервно-паралитическим газом зарином (англ. sarin gas). Диск вышел в 2000 году.

## История
После этого альбома лейбл звукозаписи Wind-up Records попросил Saron Gas сменить название. Версии композиций на этом альбоме являются уникальными, хотя некоторые были перезаписаны позже для альбома Disclaimer. Ведущий вокалист Шон Морган заявил на One Cold Night DVD, что группа больше не будет перезаписывать материалы с альбома «Fragile».

## Список композиций
1. «Beer» — 2:47
2. «69 Tea» — 3:36
3. «Pride» — 4:22
4. «Fine Again» — 4:03
5. «Empty» — 4:15
6. «Tied My Hands» — 5:13
7. «Take Me Away» — 3:31
8. «Driven Under» — 4:30
9. «Stay and Play» — 3:05
10. «Your Bore» — 3:40
11. «Pig» — 4:27
12. «Dazed and Abused» — 3:08
13. «Gasoline» — 2:46 (Bonus track)
14. «Tied My Hands (Acoustic)» — 4:48 (Bonus track)
15. «Senseless Tragedy» — 3:16 (Bonus track)

## Участники записи
- Шон Морган — вокал, соло-гитара и ритм-гитара
- Дэйл Стюарт — бас-гитара, бэк-вокал
- Дэйв Кохоэ — ударные, бэк-вокал